# 孔子 (2011年电视剧)
《孔子》是一部2010年由佛山传媒集团公司投资，佛山电视台、中国孔子基金会联合摄制，韩刚导演的电视剧，作为孔子诞辰2565周年的献礼。以春秋时期至圣先师孔子的一生为背景，由赵文瑄、罗嘉良、赵君、徐百卉、李贞贤主演。共35集，於2011年9月26日韩国中华TV首播。2014年4月3日台湾人间卫视播出，2014年9月27日山东卫视上星播出。
电视剧《孔子》展开两条线索：孔子的生平及其主要思想；留学美国的女学生梅燕，为完成一部研究孔子的博士论文，回到中国研究孔子的过程中，梅燕身边所发生的当代生活的方方面面，和对孔子精神的思考。

## 演员表
- 孔子：赵文瑄（青年：夏德俊；少年：熊俊豪）
- 子贡：罗嘉良
- 颜徵在：徐百卉
- 亓官氏：李星潼
- 子路：赵君（少年：赵正添）
- 颜回：石田壹成（日本）（少年：刘禹成）
- 南子：李贞贤（韩国）
- 宋朝：陈晓
- 阳虎：高发（青年：马茗伟）
- 公山弗扰：关礼杰
- 老子：许还山
- 冉求：苗克
- 宰予：陈嘉男
- 齐景公：张志忠
- 叶公：高兰村
- 季平子：袁忠远
- 季桓子：艾东
- 季康子：王志刚
- 鲁昭公：李淇
- 鲁定公：刘兴盛
- 鲁哀公：李郁文
- 孟僖子：张喜前
- 孟懿子：杨威（青年：刘超）
- 仲孙阅：王俊人（青年：杜宇）
- 叔孙武叔：赵成顺
- 孔鲤：刘兴盛（少年：万昌皓）
- 挽父：刘九邑
- 孟皮：郭明瀚
- 亓官管事：于雷
- 颜路：董丹军（少年：田嘉文）
- 漆雕启：叶峰
- 冉耕：吕永（少年：王溪）
- 琴张：周大庆（少年：王培宇）
- 曾点：栾河（少年：崔明浩）
- 子羔：张平宇
- 闵损：朱一龙
- 冉雍：宁晓波
- 原宪：何丰
- 司马牛：曹子辰
- 子夏：陈伟栋
- 子张：林毅杰
- 子禽：马克
- 曾参：钱博
- 子元：高天
- 子贞：郑伟
- 樊迟：那家威
- 子归：晁坤
- 子有：林爽
- 子思：李浩铭
- 仲梁懷：何强
- 郈昭伯：王宝江
- 申句须：李泓瑞
- 乐颀：包雷霆
- 公敛阳：王振华
- 秦武：白健
- 贾管家：柳秉钰
- 晏婴：许守钦
- 黎鉏：陆华雷
- 高昭子：许戈
- 卫灵公：尼格木图
- 雍渠：李大光
- 蒯聩：蒋冰
- 孔悝：张歌
- 王孙贾：傅虹均
- 弥子瑕：韩硕
- 公孙戌：尹福文
- 师襄子：李军
- 老祭司：路辉
- 颜浊邹：杨峰
- 大胡子：葛亚明
- 赵鞅：石燕京
- 纪弦：冉唯群
- 杜能：刘峰
- 周文王：苏茂
- 戏阳速：杨裕
- 公孙敢：孙苗
- 长沮：李秉旺
- 桀溺：赵连富
- 梅燕：张龄心
- 端木：墨阳
- 骡子：藏晋
- 山村女教师：王振
- 村长：姜首志

## 职员表
- 编剧：钟晶晶、隋东
- 导演：韩刚
- 原著：钱宁
- 制作人：郑克锋